# Televicentro (Honduras)
Pour les articles homonymes, voir Televicentro.
Televicentro est une chaîne de télévision hondurienne créée en 1987 de la fusion de plusieurs chaînes de télévisions. La société est membre de l'Organisation des Télécommunications Ibéro-Américaines (OTI).